# جشنواره سرعت گودوود
جشنواره سرعت گودوود یا فستیوال سرعت گودوود (به انگلیسی: Goodwood Festival of Speed) یک رویداد سالانه است که در گودوود، واقع در غرب ساسکس، انگلستان برگزار می‌شود. در این جشنواره، رانندگان در مسیرهایی که شامل پستی و بلندی‌های زیادی می‌شود، مسابقه می‌دهند. تاریخ برگزاری جشنواره سرعت گودوود معمولاً در اواخر ژوئن یا اوایل ژوئیه هر سال است.
این فستیوال به نحوی برگزار می‌شود که با مسابقات فرمول یک تداخل نداشته باشد تا هواداران بتوانند از هر دو رویداد لذت ببرند. در اولین روزهای برگزاری فستیوال، هزاران نفر آخر هفته خود را در منطقه گودوود می‌گذرانند.

## تاریخچه
در سال ۲۰۱۴، بیش از ۱۰۰ هزار نفر در سه روز اولیهٔ فستیوال حضور پیدا کردند که رکورد بیشترین تعداد شرکت کننده با ۱۵۸هزار نفر، به سال ۲۰۰۳ بر می‌گردد. خودروهای فرمول یک، خودروهای اسپورت و برخی از مدل‌های مفهومی شرکت کنندگان این رویداد را تشکیل می‌دهند.
این فستیوال برای اولین بار در سال ۱۹۹۳ و توسط لرد مارچ پایه‌گذاری شد. با وجود تداخل این رویداد در سال اول برگزاری با ۲۵ هزار نفر در آن شرکت کردند. هدف او بازگرداندن مسابقات ماشین سواری به تاریخ انگلستان بود. در اوایل دهه ۹۰، لرد مارچ که حالا دوک ریچموند بود، به دلیل نداشتن اجازه برگزاری مسابقات در مناطق گودوود، این فستیوال را در زمین‌های خود برگزار کرد.

## بخش‌های اصلی برگزاری
فستیوال سرعت شامل بخش‌های مختلفی مانند بالا رفتن از تپه، چالش سراشیبی، رالی جنگلی، دور ابر خودروها و… می‌شود. فستیوال گودوود یک رویداد خواهر نیز دارد که در اوایل سپتامبر برگزار می‌شود.
لازم است ذکر شود فستیوال یا مسابقه دیگری دور از حادثه نیست. به گونه ای که تا به حال دو تصادف مرگبار در این رویداد رخ داده است. اولین حادثه در سال ۱۹۹۳ اتفاق افتاد که منجر مرگ موتور سواری به نام چاس گای در حین تمرین برای مسابقات شد.
موتورسیکلت او از دور خارج شد و با یک درخت برخورد کرد. از آن پس، موتورسیکلت‌ها در این مسابقه شرکت نمی‌کنند. در سال ۲۰۰۰ نیز راننده ای کنترل خودرو خود را از دست داد و این حادثه جان راننده و یکی از سرنشینان را گرفت.

### هیل‌کلایم

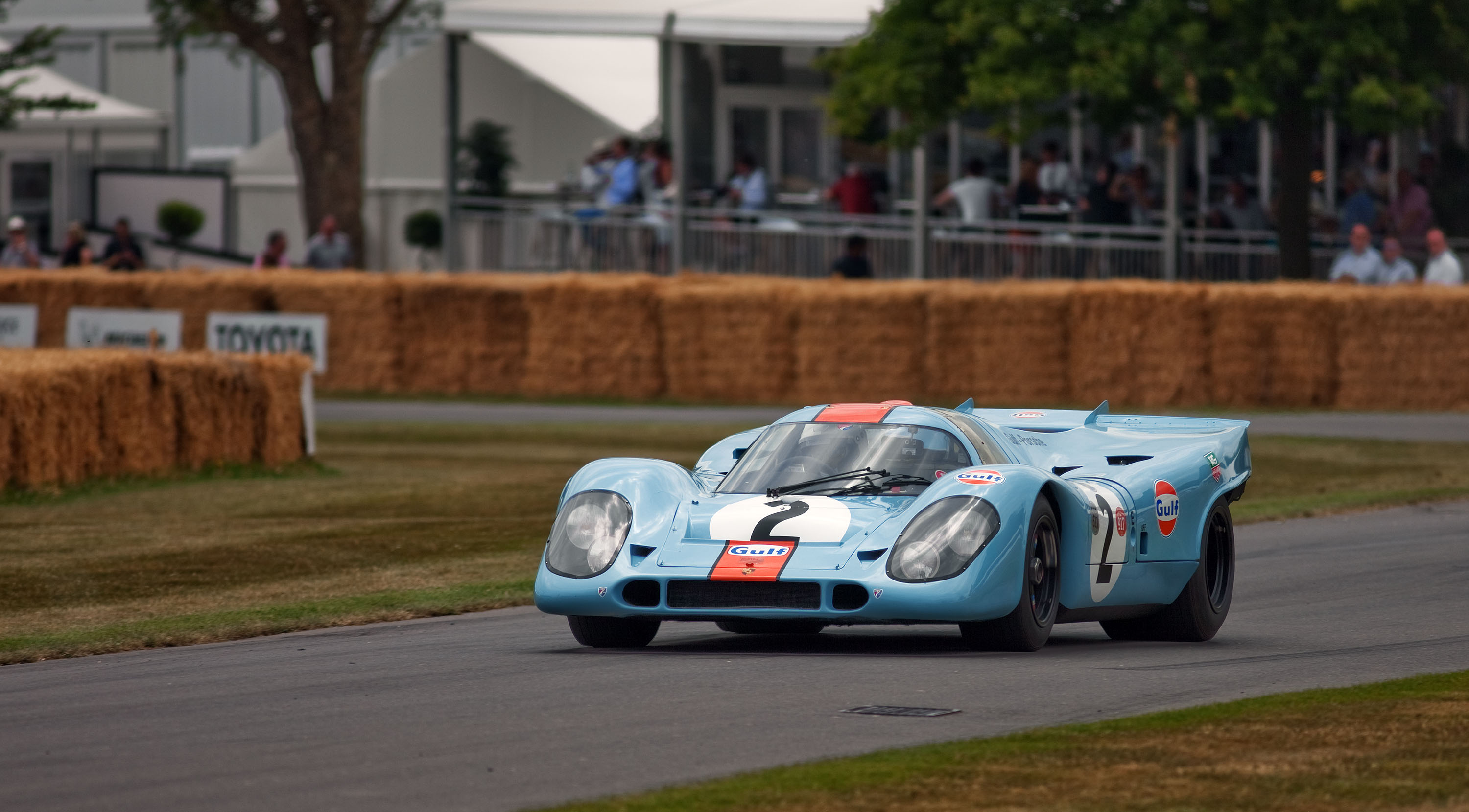
پورشه ۹۱۷ ساخت ۱۹۷۰، در هیل‌کلایم گودوود سال ۲۰۱۹

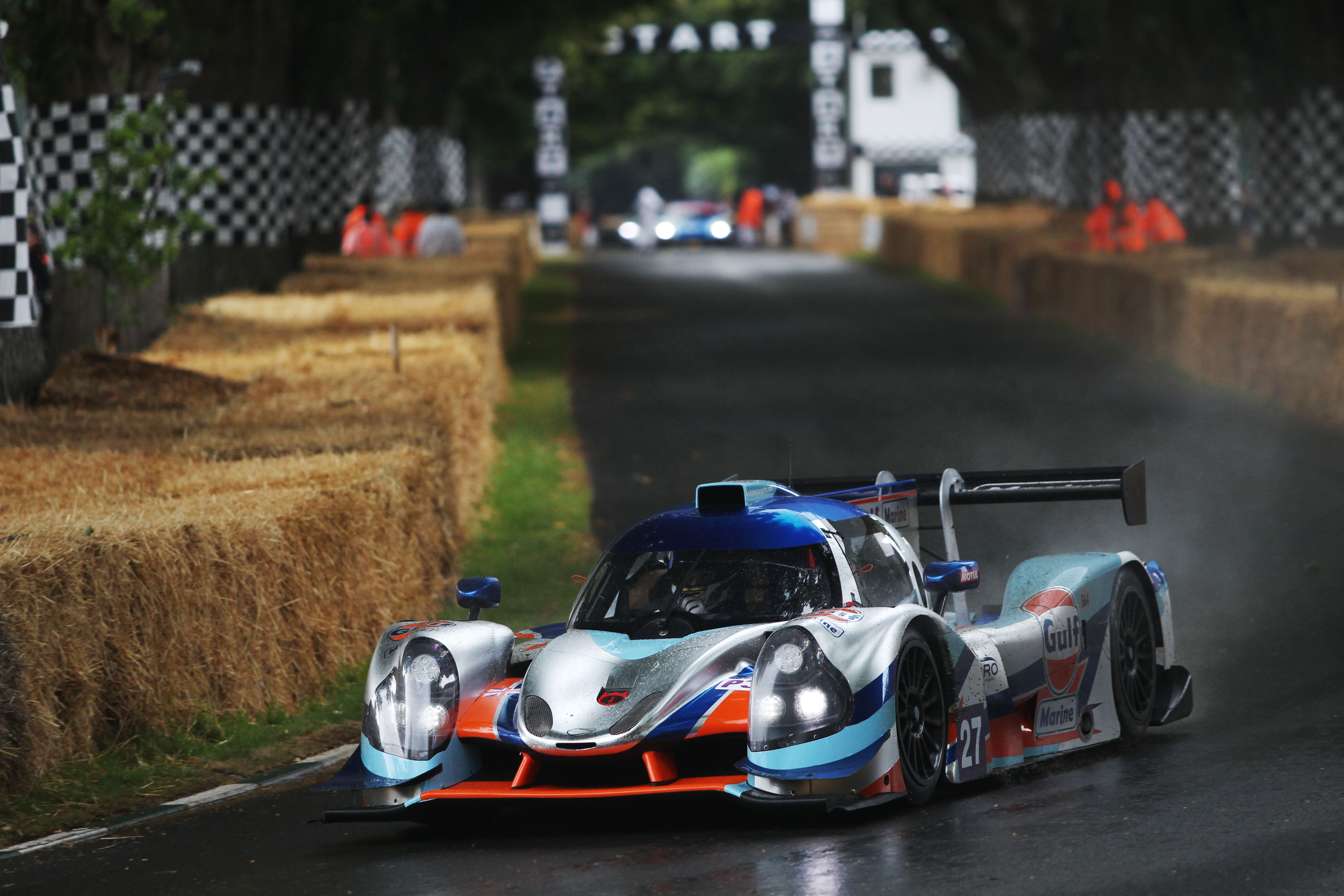
۲۰۱۴–۲۰۱۸ وینتیج جی‌اس پی۳ در فستیوال سرعت گودوود سال ۲۰۱۹

این بخش رویداد همان‌طور که از اسم آن معلوم است در بالای یک تپه برگزار می‌شود که شامل مسیر کوتاه ۱۸۹۰ متری است.
این مسیر دارای ۹ پیچ و ارتفاع ۹۲٫۷ متری است که میانگین شیب آن را به ۴٫۹ درصد می‌رساند.
رکورد این مسیر در سال ۲۰۱۹ توسط مکس چیلتون با زمان ۳۹٫۰۸۲ ثانیه به ثبت رسیده است.
این رکورد به مدت ۲۰ سال متعلق به یک خودرو فرمول یک بود جایی که در سال ۱۹۹۹ نیک هایدفلد با خودرو مک‌لارن ام پی ۴/۱۳ با زمان ۴۱٫۶ ثانیه به ثبت رسید.
این رکورد در سال ۲۰۱۹ با خودرو الکتریکی فولکس واگن ID.R با رانندگی رومن دوما به زمان ۳۹٫۹۰ ثانیه کاهش یافت.
به دلایل ایمنی، خودروهای فرمول یک دیگر نمی‌توانند از گرمکن لاستیک‌ها استفاده کنند یا دورهای زمان‌دار رسمی را به ثبت برسانند، در عوض دورهایی نمایشی را انجام می‌دهند.

### استیج جنگلی رالی

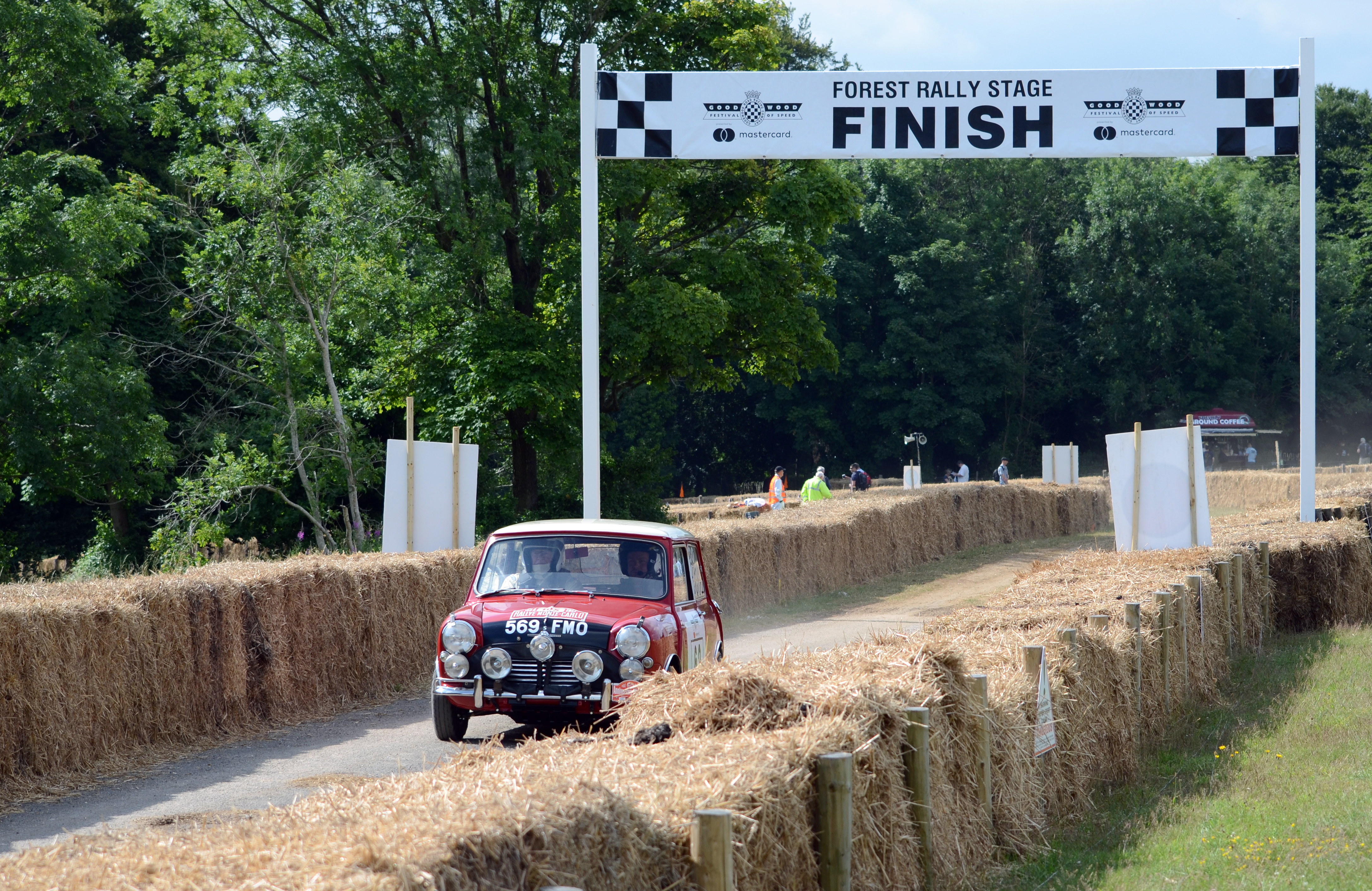
خودرو مینی کوپر گذشتن از خط پایان مسیر جنگلی رالی

از سال ۲۰۰۵ تا به امروز یک مسیر نمایشی برای اتومبیل‌های رالی در بالای تپه وجود دارد.
در ابتدا، در سال ۲۰۰۵، یک مسیر موجود در جنگل ایجاد شد، و ماشین‌های رالی در میان جنگل شروع به دور زدن می‌کردند.
اما در سال ۲۰۰۶، یک مسیر کاملاً جنگلی معرفی شد که توسط هانو میکولا به عنوان یک پیست رسمی کامل طراحی شده بود، با یک خط شروع و پایان جداگانه در بالای تپه.

### آرنا
آرنا یک مسیر جدید برای سال ۲۰۱۹ بود که برای دریفت و حرکات نمایشی ساخته شده بود. این منطقه از آسفالت چند لایه استفاده کرده است که قبلاً برای گاراژ سوپراسپرت میشلین استفاده می‌شد،

### آزمایشگاه آینده
نمایشگاه آینده یا آزمایشگاه آینده از سال ۲۰۱۷ به‌طور رسمی غرفه علم و فناوری‌های آینده بشر در این جشنواره است.

چندین کمپانی بزرگ جهانی به عنوان بخشی از این نمایشگاه آغاز به کار کرده‌اند، از جمله کامیون‌های خودران Einride، نمونه اولیه خودروهای پرنده مانند ایراسپیدر و خودروی خودران کار-گو.

## حوادث
در تاریخ این فستیوال دو تصادف فوتی رخ داده است.
اولین مورد در افتتاحیه فستیوال در سال ۱۹۹۳ بود، زمانی که چیس گای موتورسوار مسابقه در تمرین پس از اتمام دور زمانی که موتورسیکلت وینسنت او با چرخش فرمان شدید به میان درختان پرتاب شد و کشته شد. از آن زمان به بعد، موتورسیکلت‌ها برای دور زدن در مسیر پیست زمان‌بندی نشده‌اند.
در سال ۲۰۰۰، راننده جان داوسون دامر، کنترل لوتوس ۶۳ خود را از دست داد و به دروازه خط پایان برخورد کرد و خود و مارشال اندرو کارپنتر کشته شدند.
مارشال دیگری به نام استیو تارانت جان سالم به در برد اما از ناحیه پایین پای راستش آسیب جدی دید.

## حضور در رسانه‌ها
از سال ۲۰۱۹ شبکه بریتانیایی اسکای اسپورت آخر هفته فستیوال گود وود را به‌طور کامل پوشش می‌دهد همچنین پخش زنده این رقابت‌ها در در یوتیوب اسکای اسپورت نیز انجام می‌شود.

## نگارخانه

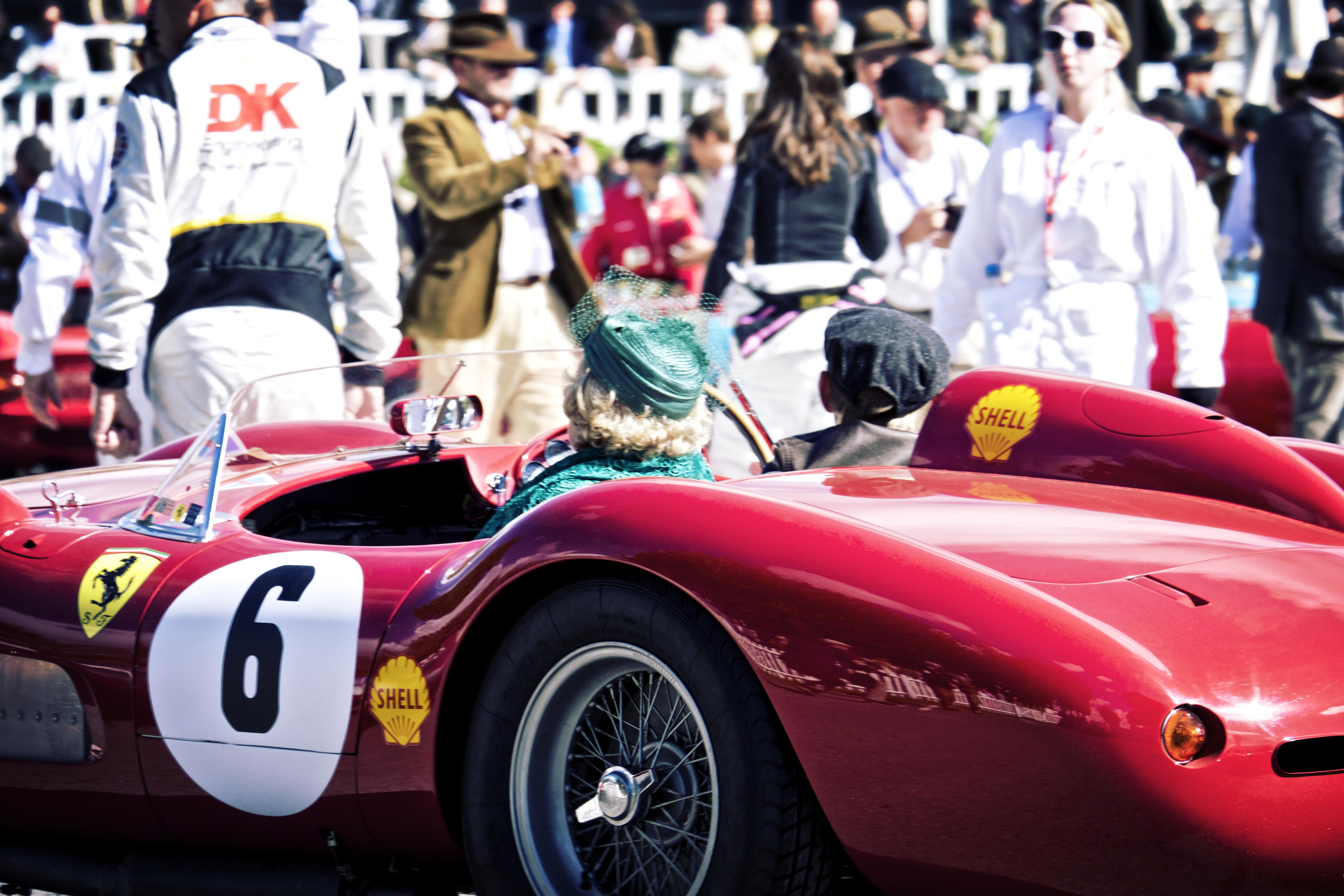
فراری ۵۰۰ تی‌ارسی ۱۹۵۷

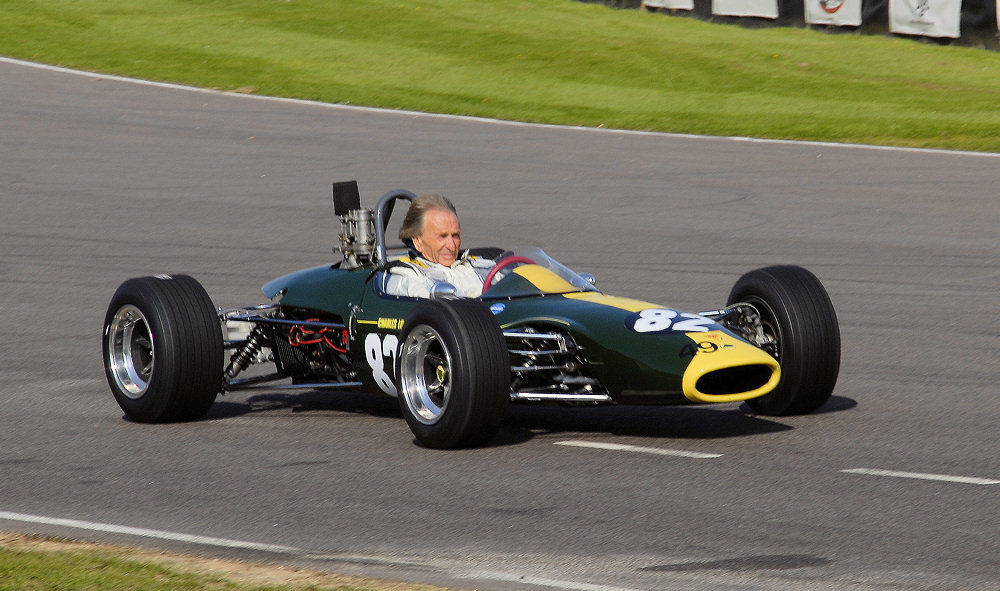
درک بل رانندگی با خودرو لوتوس ۴۱ فرمول ۳ در سال ۲۰۰۸

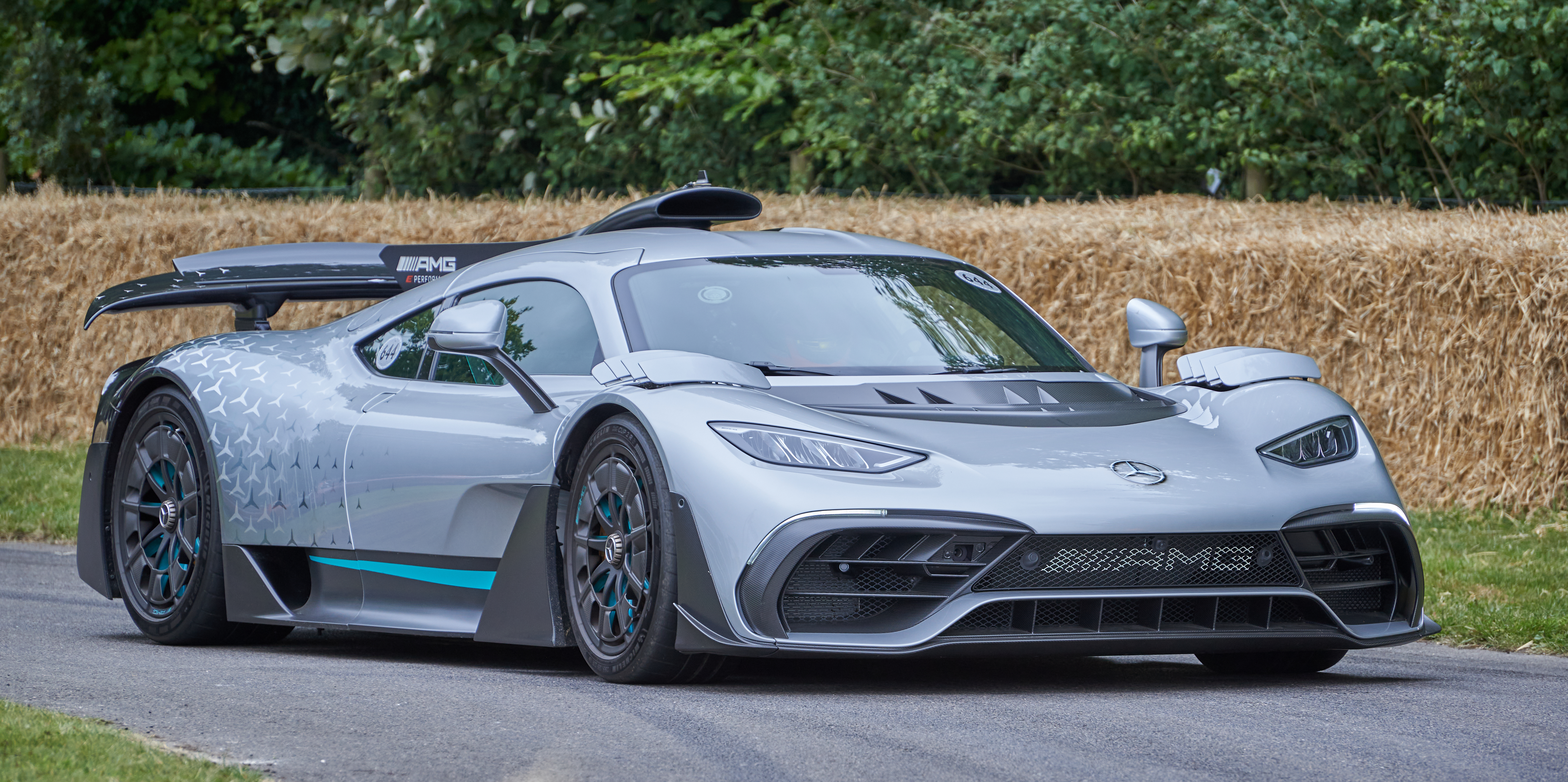
هایپر کار مرسدس ای‌ام‌جی ۱ در گودوود ۲۰۲۰

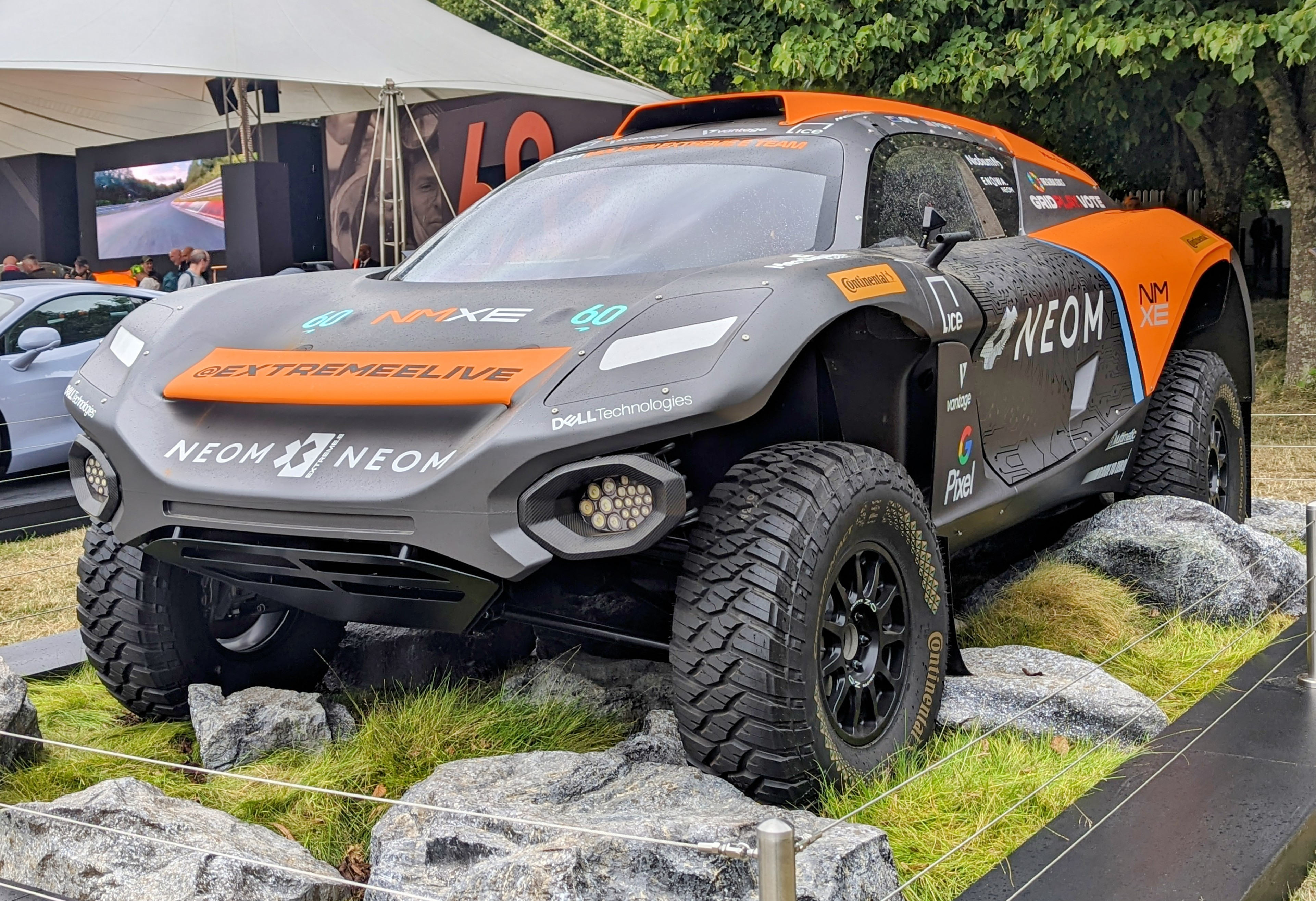
خودرو مک‌لارن اودیسه ۲۱ برای مسابقات اکستریم ای در گودوود سال ۲۰۲۳

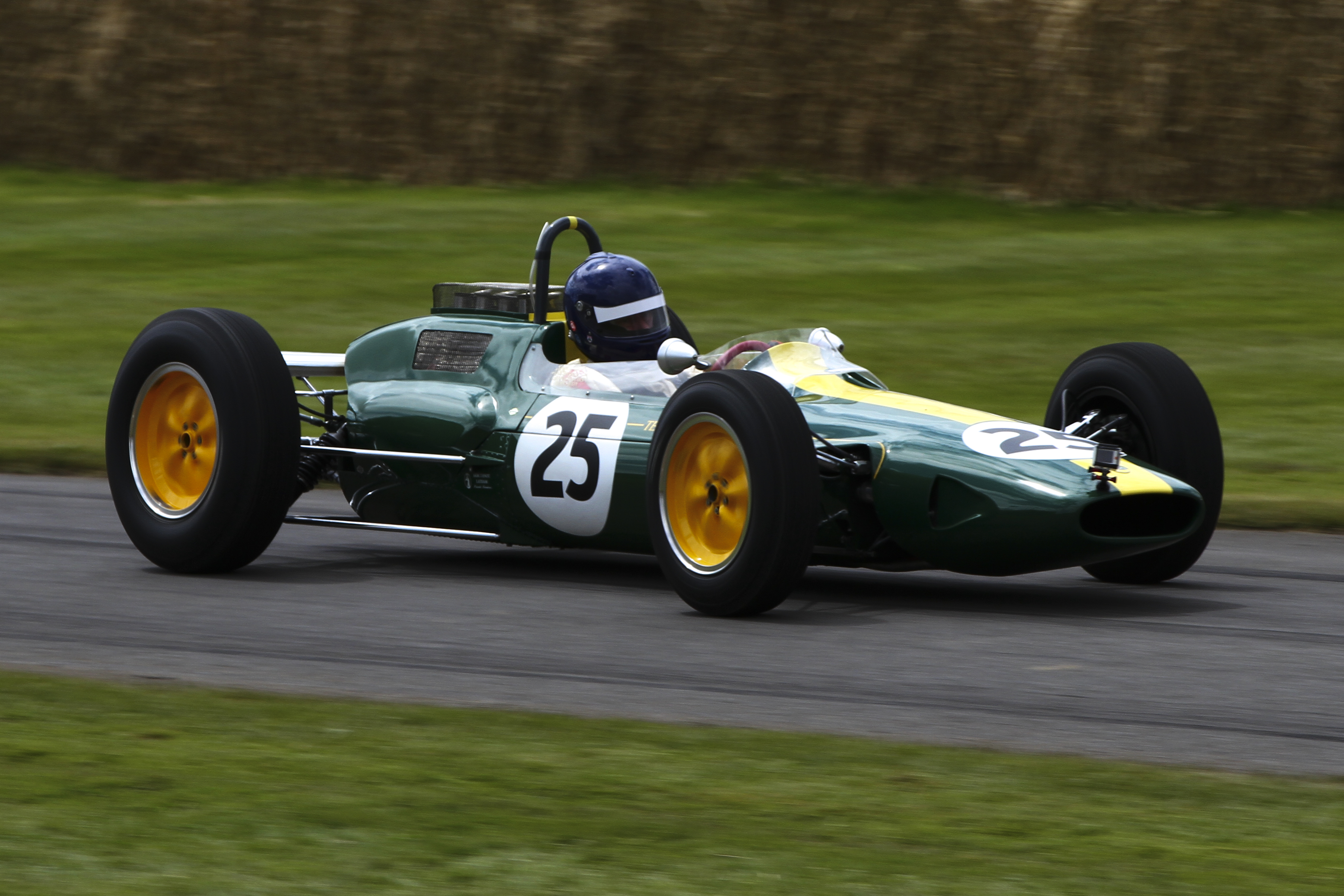
لوتوس ۲۵ در گودوود سال ۲۰۱۲